# Shōko Nakagawa
Shōko Nakagawa (中川 翔子?, Nakagawa Shōko; Tokyo, 5 maggio 1985) è una modella, cantante, doppiatrice, attrice e idol giapponese.

## Biografia
Nota con il soprannome di Shokotan (しょこたん?), è la figlia di Katsuhiko Nakagawa, una celebrità giapponese degli anni ottanta. Celebre presentatrice di Pokémon Sunday e di Pokémon Smash!, è rappresentata dall'agenzia di talenti Watanabe Entertainment.
Shōko Nakagawa è la voce originale di Pichu Spunzorek in Pokémon: Arceus e il Gioiello della Vita e di Keldeo in Pokémon: Kyurem e il solenne spadaccino. Interpreta di frequente sigle di anime (tra cui Sorairo Days di Sfondamento dei cieli Gurren Lagann e la nuova versione di Pegasus Fantasy di Saint Seiya Ω).

## Ruoli Interpretati

### Serie animate
- Dragon Ball Super - Pesce Oracolo
- Fullmetal Alchemist: Brotherhood - operatrice
- Level E - Luna Mi Mad Magra
- Pretty Guardian Sailor Moon Crystal - Diana
- Zoids Wild - Sawyer

### Film animati
- Dragon Ball Z - La battaglia degli dei - Pesce Oracolo
- Dragon Ball Z - La resurrezione di 'F' - Pesce Oracolo
- Il film Pokémon: Nero - Victini e Reshiram e Bianco - Victini e Zekrom - Luis, Luisa
- Il film Pokémon - Kyurem e il solenne spadaccino - Keldeo
- Il film Pokémon - Diancie e il bozzolo della distruzione - Milli Acciaio
- Il film Pokémon - Hoopa e lo scontro epocale - Meray
- Il film Pokémon - Volcanion e la meraviglia meccanica - Principe Ranieri
- Il film Pokémon - Scelgo te! - Infermiera Joy
- Il film Pokémon - In ognuno di noi - Rick
- Il film Pokémon - I segreti della giungla - Sharon
- Pokémon: L'ascesa di Darkrai - Allegra
- Pokémon: Giratina e il Guerriero dei Cieli - Infi
- Pokémon: Arceus e il Gioiello della Vita - Pichu
- Pokémon: Il re delle illusioni Zoroark - Peg
- Pretty Guardian Sailor Moon Eternal - Il film - Diana

### Videogiochi
- Dragon Quest Heroes: L’albero del mondo e le radici del male - Alena
- Dragon Quest Heroes II - Alena
- Dragon Quest Rivals - Alena
- Dragon Quest Monsters: Il Principe oscuro - Alena
- Itadaki Street: Dragon Quest and Final Fantasy 30th Anniversary - Alena
- Kingdom Hearts III - Rapunzel
- The Hokkaido Serial Murder Case: The Okhotsk Disappearance ~Memories in Ice, Tearful Figurine~ - Megumi Nakayama
- Toukiden 2 - Gwen

### Ruoli doppiati
- Ralph spacca Internet - Rapunzel
- Rapunzel - L'intreccio della torre - Rapunzel